# Kieran Govers
Kieran Govers, född den 9 februari 1988 i Wollongong, Australien, är en australisk landhockeyspelare.
Han tog OS-brons i herrarnas landhockeyturnering i samband med de olympiska landhockeytävlingarna 2012 i London.